# Pace di Passavia
La pace di Passavia fu un trattato di pace siglato nell'agosto del 1552 da Ferdinando I d'Asburgo, per conto dell'imperatore Carlo V, e dai principi elettori protestanti, rappresentati da Maurizio I, Elettore di Sassonia. Con esso si garantiva, dopo tre decenni di guerra civile e religiosa, che il luteranesimo potesse essere liberamente professato. Si trattò di un precedente della pace di Augusta del settembre 1555.

## Contesto storico
L'Imperatore del Sacro Romano Impero Carlo V aveva ottenuto una vittoria contro il protestantesimo nella Guerra di Smalcalda del 1547. Molti principi protestanti erano insoddisfatti delle disposizioni religiose dell'Interim di Augusta istituite dopo questa vittoria.
Il papa Giulio III venne pregato dall'imperatore Carlo V di riaprire le sessioni del Concilio di Trento, interrotte per la morte di papa Paolo III nel 1549 (sessioni dal 9 al 16 dal 1º gennaio 1551 al 28 aprile 1552).
Su richiesta dell'imperatore, una delegazione di protestanti, guidata dal principe elettore Maurizio di Sassonia, fu invitata a partecipare al Concilio. 
Nel gennaio del 1552, guidati da Maurizio di Sassonia, molti principi si allearono con Enrico II di Francia con il Trattato di Chambord. In cambio dell'aiuto e del finanziamento francese, ad Enrico II erano stati promessi territori in Germania occidentale.
Invece di trattare, Maurizio di Sassonia e i principi tedeschi attaccarono gli eserciti dell'imperatore, che dovette fuggire in Italia, mentre Enrico di Francia catturava le fortezze di Metz, Verdun e Toul, impossessandosi dei Tre Vescovadi del Ducato di Lorena.
Carlo V decise di concludere il 2 agosto 1552 la pace di Passavia. Incaricò per questo il fratello Ferdinando I d'Asburgo, riservandosi tuttavia di sottoporre l'accordo alla propria ratifica. I principi protestanti erano rappresentati da Maurizio I, Elettore di Sassonia. Parteciparono inoltre l'arcivescovo di Salisburgo, Ernesto di Baviera e i vescovi di Passavia, Wolfgang von Salm, e di Eichstätt, Moritz von Hutten, e due rappresentanti del Württemberg. Il trattato fu sfavorevole ai cattolici e ai protestanti venne concesso il permesso di praticare la loro religione. L'attuazione dell'Interim di Augusta venne annullata. I principi protestanti, presi prigionieri durante la guerra di Smalcalda, Giovanni Federico di Sassonia e Filippo Langravio d'Assia, vennero rilasciati.
Le tensioni durarono fino alla morte di Maurizio di Sassonia, nel luglio 1553.
Precursore della Pace di Augusta, la Pace di Passavia fece desistere Carlo V dalla sua lunga ricerca di un'unità religiosa Europea.
Più tardi, il 3 ottobre 1555, venne sottoscritta la Pace di Augusta, che ha riconosciuto il protestantesimo in tutto l'impero sotto la regola del Cuius regio, eius religio (la religione del paese è la religione del principe).